# 社会保障法
社会保障法（しゃかいほしょうほう）とは、保障の必要な者に対して、国や地方公共団体などが行う給付行為をめぐる権利・義務を中心として、その費用負担を定めた、社会保障に関する法の総称である。
広義には、強制的社会保険，一定の任意社会保険，家族手当制度、公務員の特別制度をはじめ、環境衛生等の公共保険事業や公的扶助や恩給等の戦争犠牲者への給付制度も含む。各国の比較や国際基準を研究するための最大公約数的な定義である。
通常は狭義に解し、社会保険、公的扶助、社会手当、人的社会福祉サービスを主要な柱としているが、社会保障法の体系の問題として議論がなされている。旧来は、被用者保険を労働者保護の問題とする見解もあったが、現在は労働法の問題ではなく社会福祉法の問題とするのが一般的である。社会福祉法の体系としては、1950年の社会保障制度審議会勧告による社会保険と公的扶助を中心に発展してきた歴史から各制度を並列的にみる「制度論的体系論」と、荒木誠之提唱による「要保証事故別による体系論」が大きく分かれ、後者の中に、清正寛提唱による所得保障、医療保障、社会福祉サービスの３つのカテゴリーに整理する見解がある。
社会保障法に関連する法律としては、以下のように非常に数多くの法律がある。
社会保険関連では、まず大きく職域保険と地域保健に分かれ、前者のうち、一般職域として、健康保険法、厚生年金保険法、雇用保険法、労働者災害補償保険法、労働保険の保険料の徴収等に関する法律があり、特定職域として、船員保険法、国家公務員共済組合法、国家公務員退職手当法、国家公務員災害補償法、地方公務員等共済組合法、退職手当に関する条例、地方公務員災害補償法、私立学校教職員共済法、地域として、国民健康保険法、国民年金法、介護保険法があり、老人医療として、高齢者医療確保法がある。
公的扶助関連では生活保護法がある。
社会手当関連では、児童手当法、児童扶養手当法、特別児童扶養手当等の支給に関する法律がある。
その他、社会福祉及び児童福祉、公衆衛生及び環境衛生、戦争犠牲者援護等に関連する法律があるだけでなく、各法律に関する政令、通達等を含めるとその研究対象は非常に多岐複雑に亘る。

## 社会保険
公的保険を総称して社会保険（広義）という。労災保険と雇用保険を合わせて労働保険といい、これと区別するため社会保険（狭義）ということもある。社会保険は保険事故の発生と受給要件の充足により保険給付請求権が発生するが、その給付は金銭給付請求権の形をとり通常定型化されているが、医療保険は現物給付を原則とする。

### 労災保険
労災保険は、労働者の業務上の事由又は通勤による負傷、疾病、傷害、死亡等に対して保険給付を行う保険である。
労働基準法は第８章において事業主の災害補償義務を定めているが、第84条において労働者災害補償保険法に基づいて災害補償に相当する給付が行なわれるべきものである場合においては、使用者は労働基準法及び民法上の補償の責任を免れる旨規定し、事業主の災害補償義務の実効性を確保している。
労災保険では労働者を一人でも雇用している事業は原則として適用事業とされている。

### 雇用保険
雇用保険法は、失業という保険事故に対する所得補償のほか、失業の予防等関する、雇用安定事業及び能力開発事業の雇用保険二事業について定めている。
雇用保険では労働者を一人でも雇用している事業は原則として適用事業とされている。

## 公的扶助
生活保護法が公的扶助を担っている。
生活保護の基本原理には、無差別平等の原理、最低生活維持の原理、補足性の原理、自立助長の原理がある。
生活保護を実施するあたっては、申請保護の原則、基準及び程度の原則、必要即応の原則、世帯単位の原則がある。

## 国際比較

### アメリカにおける社会保障法
アメリカ合衆国においては、1935年8月14日にフランクリン・ルーズベルト大統領のSocial Security Actへの署名によって、ニューディール政策の一環として制定されている。
社会保険制度、公的扶助、社会福祉事業の3つを骨格とし、管轄機関として社会保障局が設置されている。